# Orgia

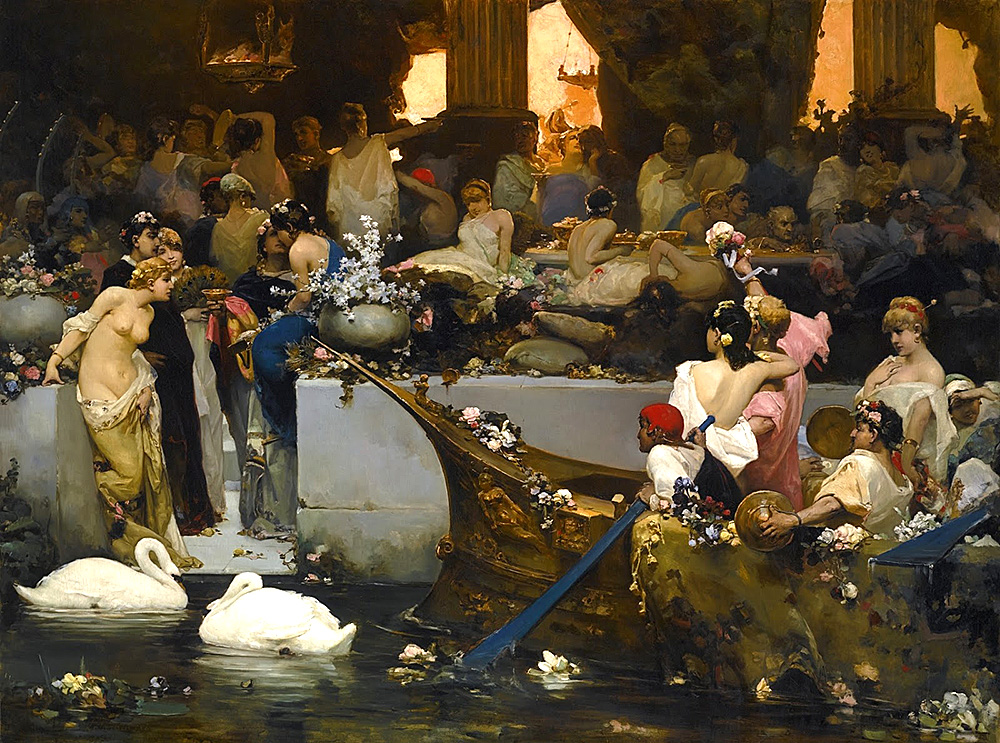
Rzymska orgia (mal. Wilhelm Kotarbiński)

Orgia (gr. όργιον) – obrzędy ku czci starożytnych bogów, zwłaszcza Dionizosa (Bachusa), połączone z ekstatycznymi śpiewami i tańcami. Praktykowane m.in. w starożytnej Grecji, Egipcie i Rzymie, w kulturze masowej kojarzone także z wyuzdaniem seksualnym i libacją alkoholową.